# Jaguar Mark IX

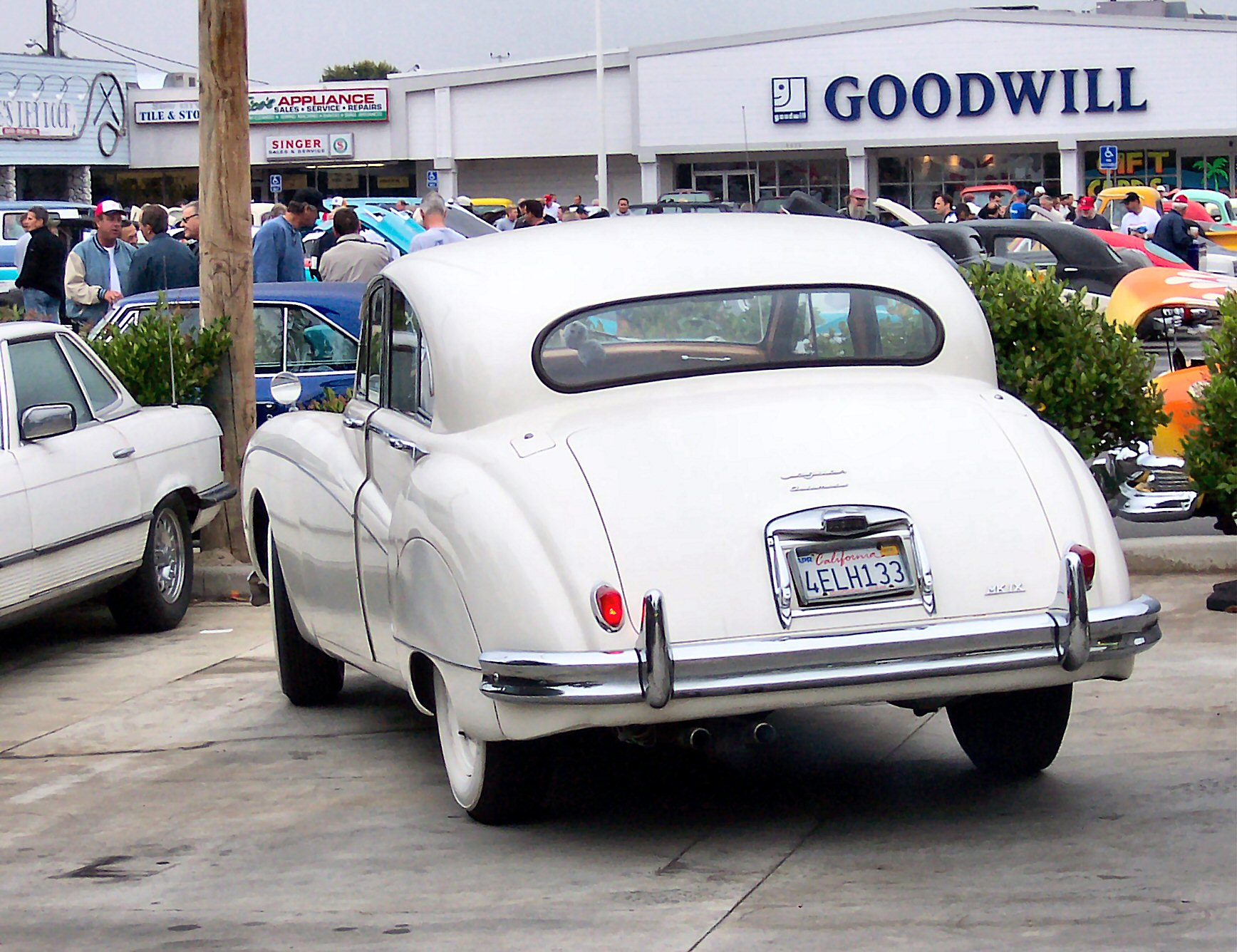
Heck mit kleinen Rückleuchten der frühen Serie

Der Jaguar Mark IX war eine viertürige Limousine der Oberklasse, die Jaguar im Herbst 1958 als Nachfolger des Jaguar Mark VIII auf den Markt brachte. Der Fahrzeugtyp hatte einen Sechszylinder-Reihenmotor mit 3781 cm³ Hubraum und 220 bhp, der über ein Vierganggetriebe mit Mittelschaltung die Hinterräder antrieb. Die Limousine erreichte eine Höchstgeschwindigkeit von 185 km/h. Wahlweise waren auch ein Vierganggetriebe mit Overdrive oder ein Dreigang-Automatikgetriebe erhältlich.
Das Fahrgestell und die Karosserie wurden vom Vorgänger übernommen. Alle vier Räder waren nun mit Scheibenbremsen ausgestattet, und das Auto verfügte serienmäßig über eine Servolenkung, ausgenommen die sogenannten Mark-VIII-B-Modelle für das Militär. Letztere erhielten eine Trennscheibe zwischen Fahrer und Fond. Bis 1961 wurden 10.004 Fahrzeuge hergestellt, ehe das Modell durch den Jaguar Mark X ersetzt wurde.

## Galerie

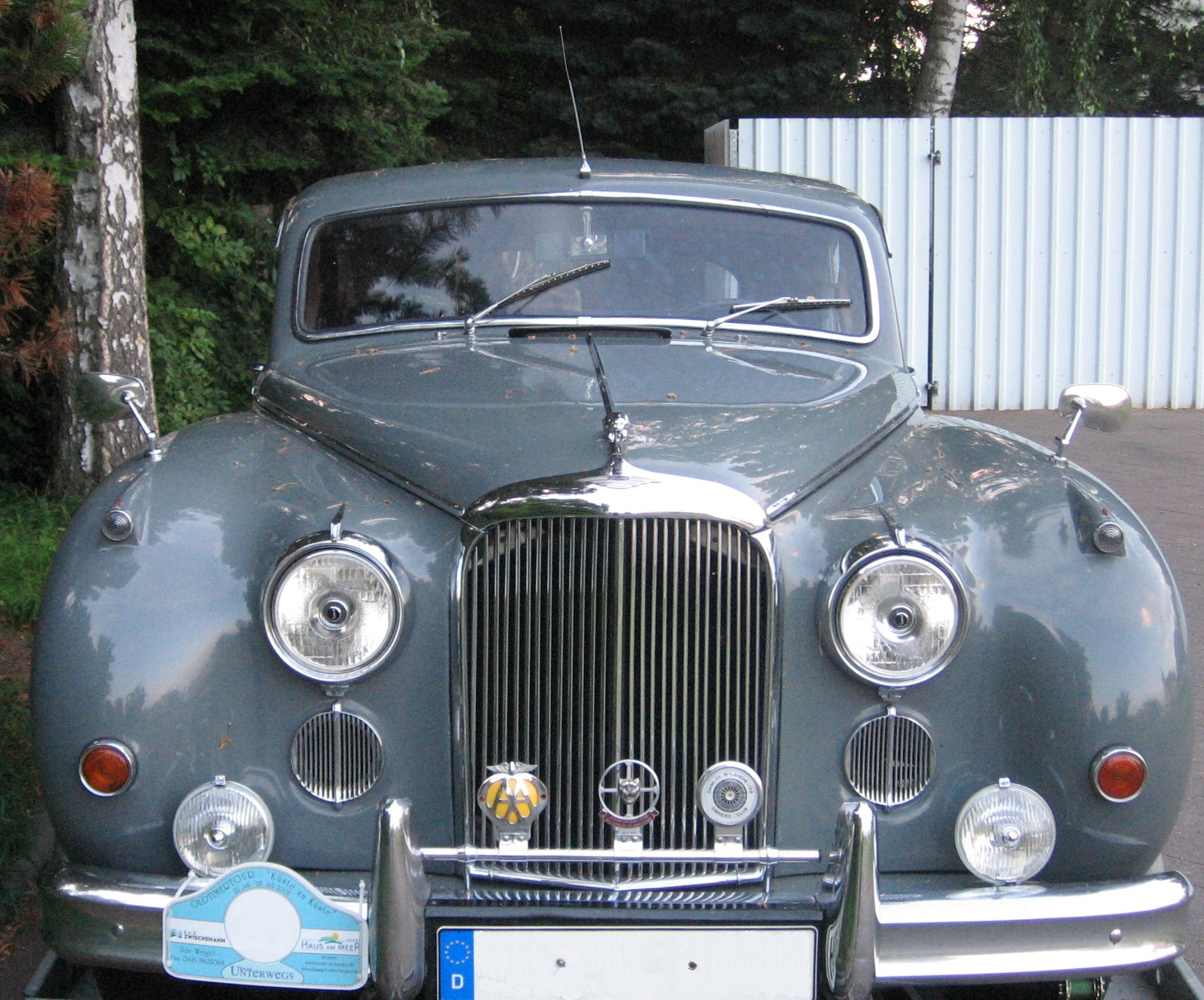
Front
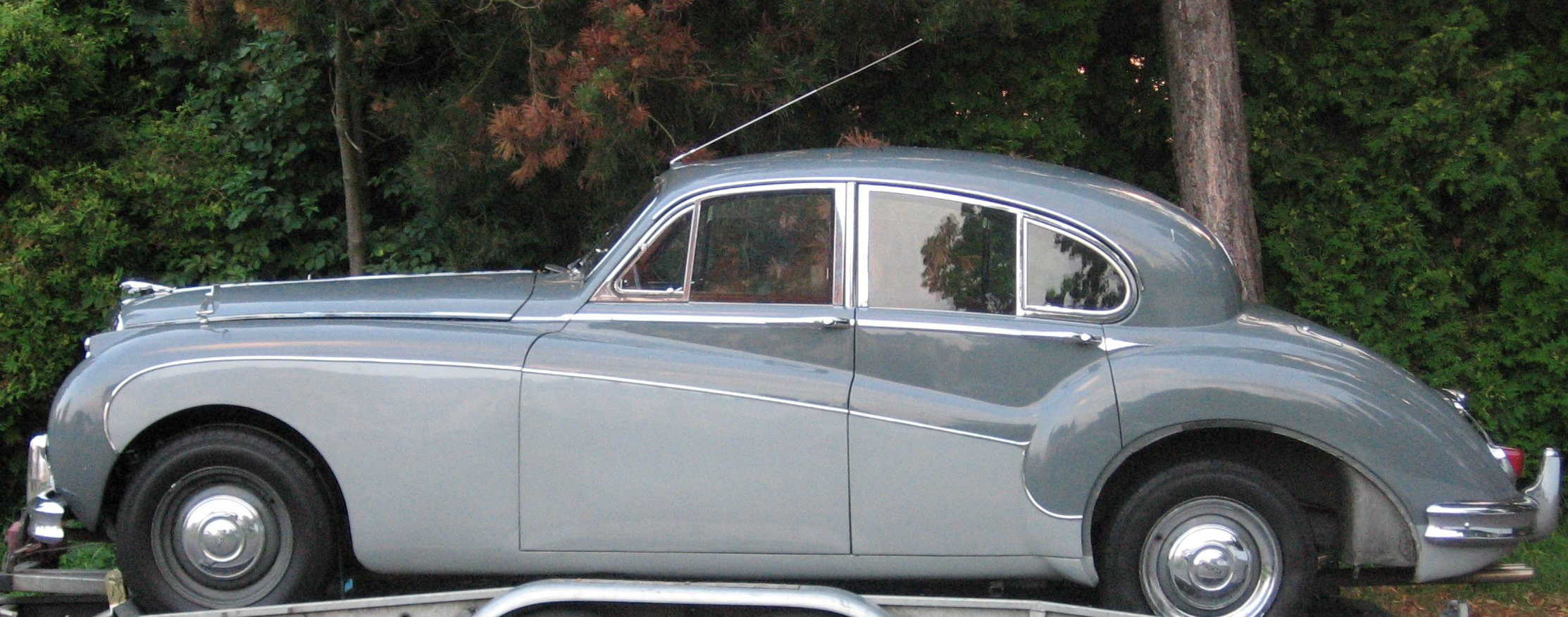
Seitenansicht
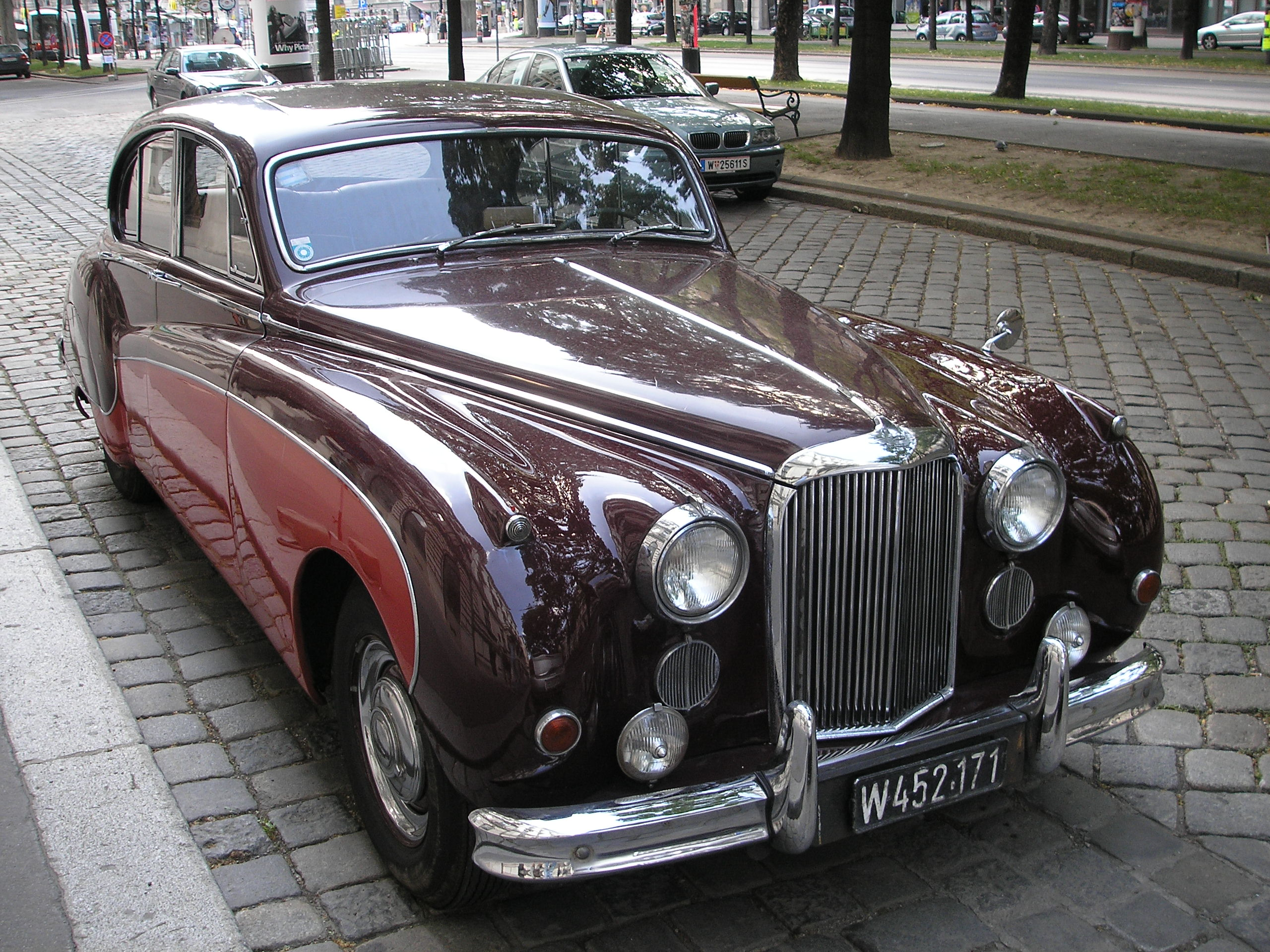
Jaguar Mark IX
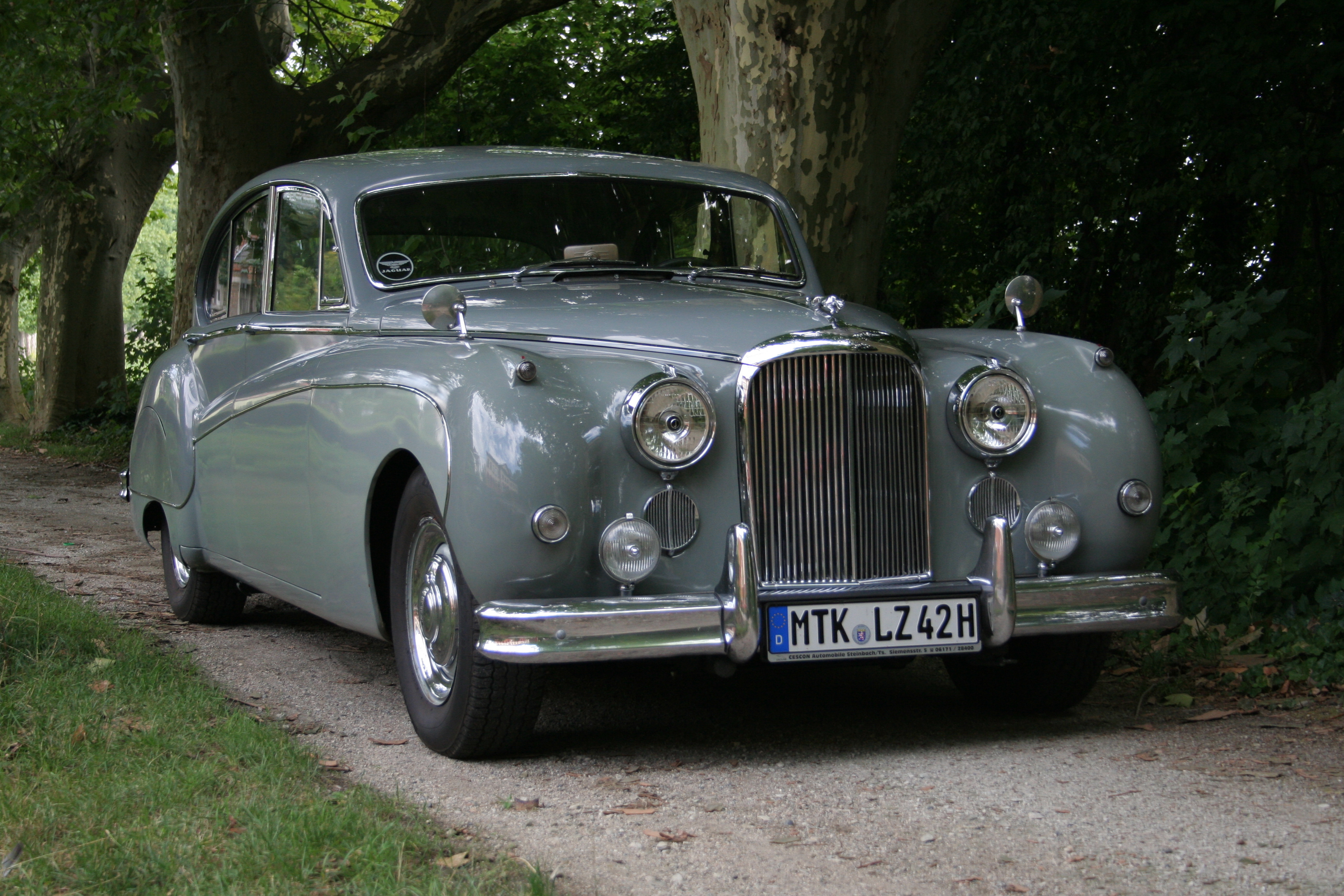
1960 Jaguar MK IX Front und Seitenansicht rechts
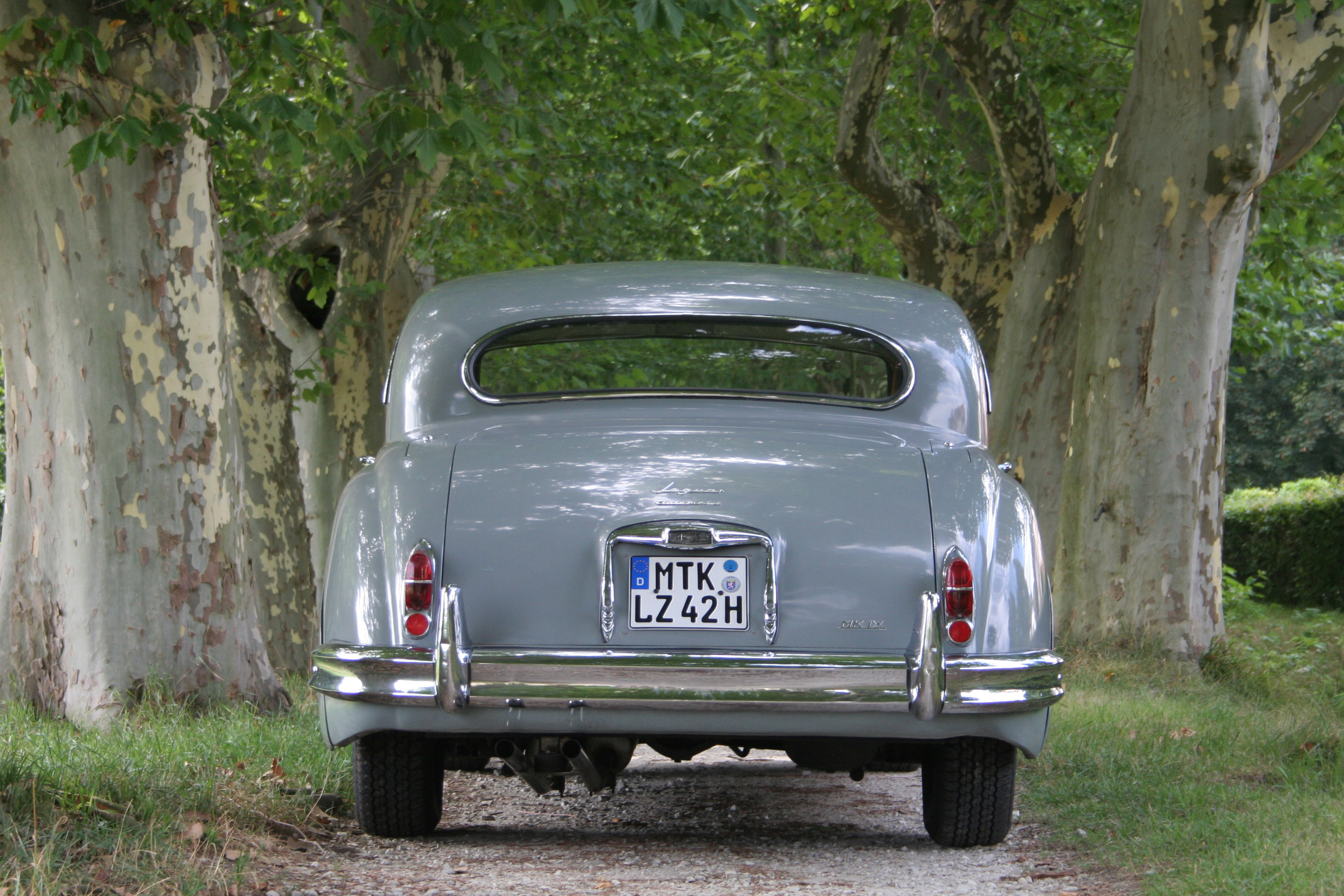
Heckansicht
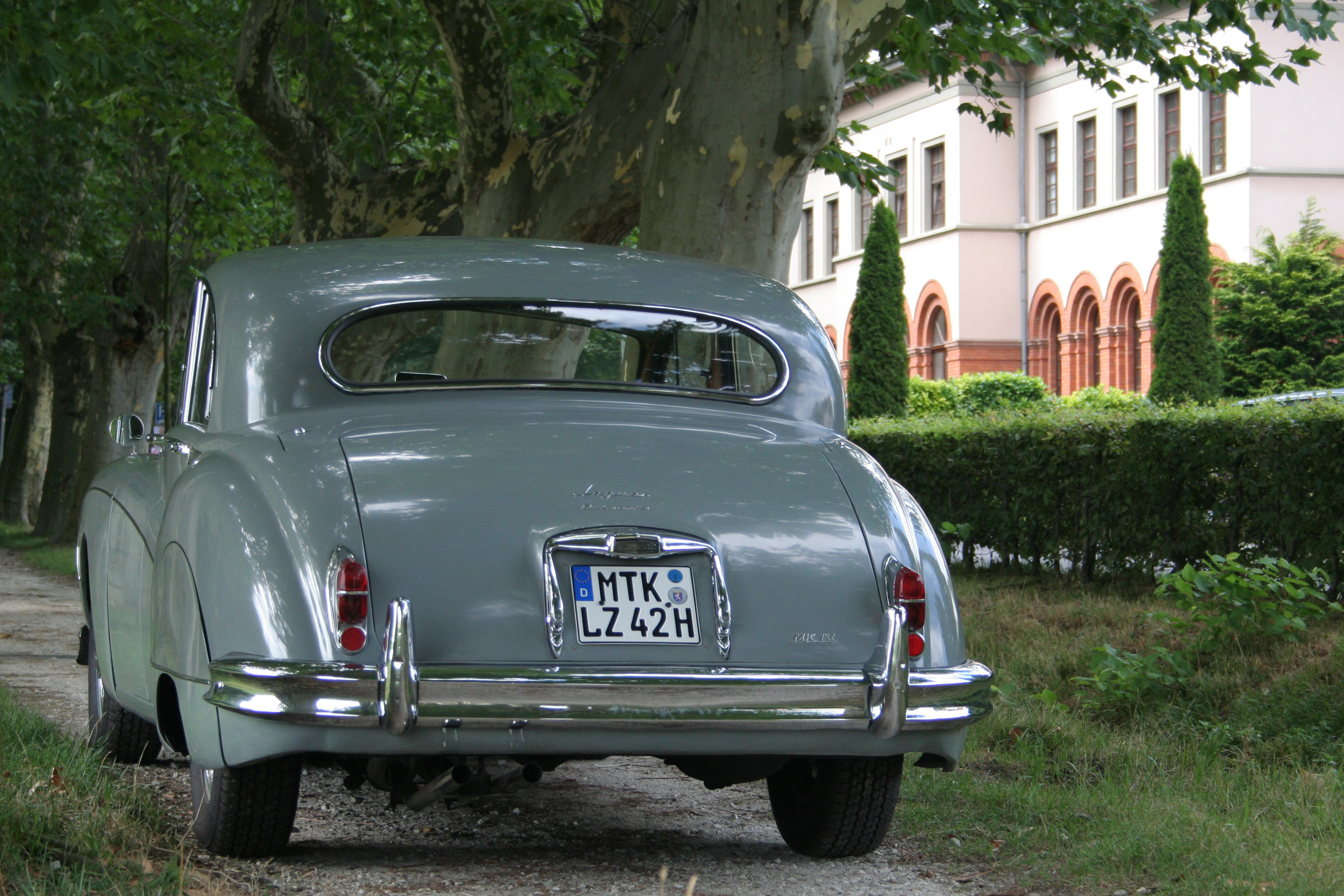
Heck- und Seitenansicht links
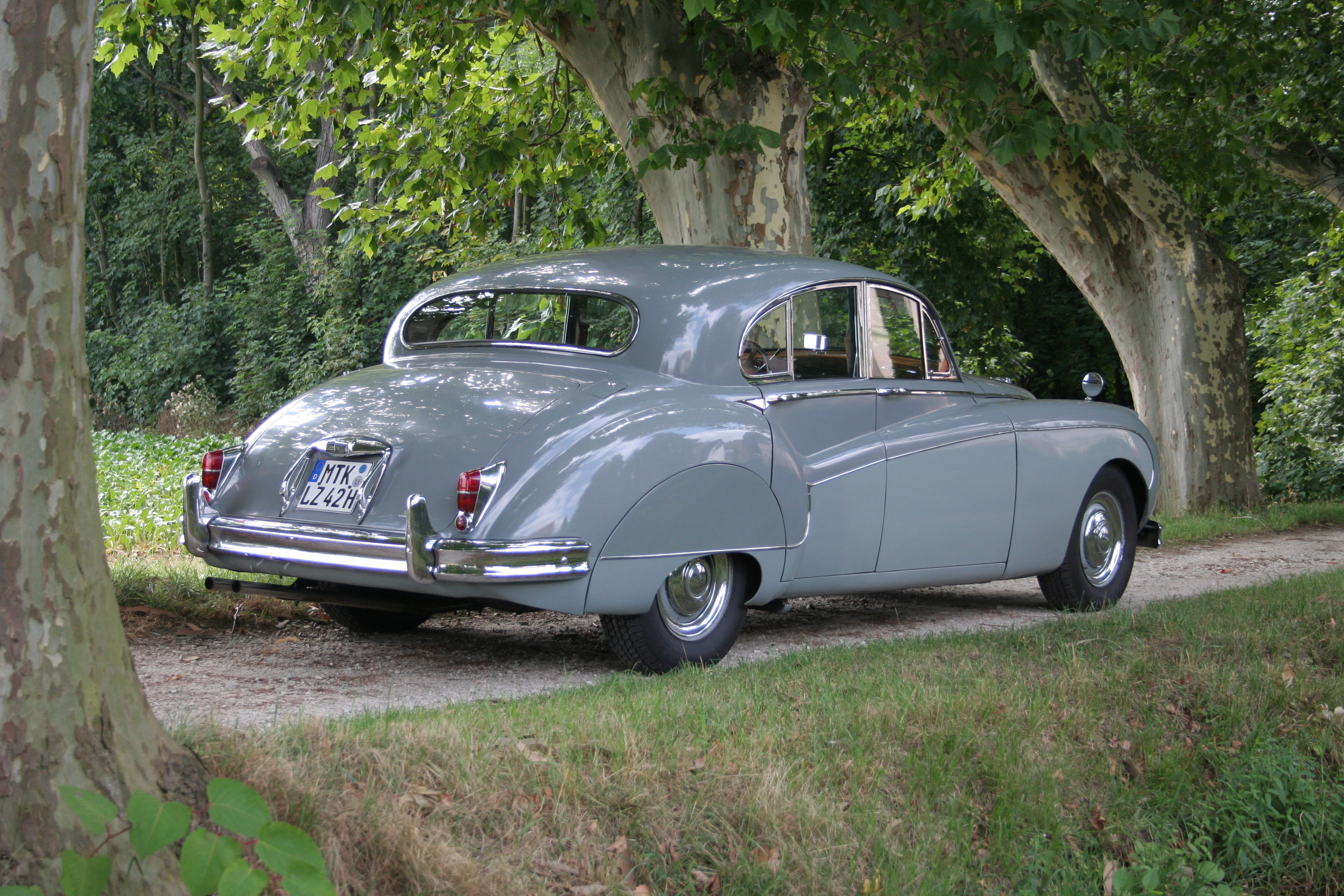
Heck- und Seitenansicht rechts
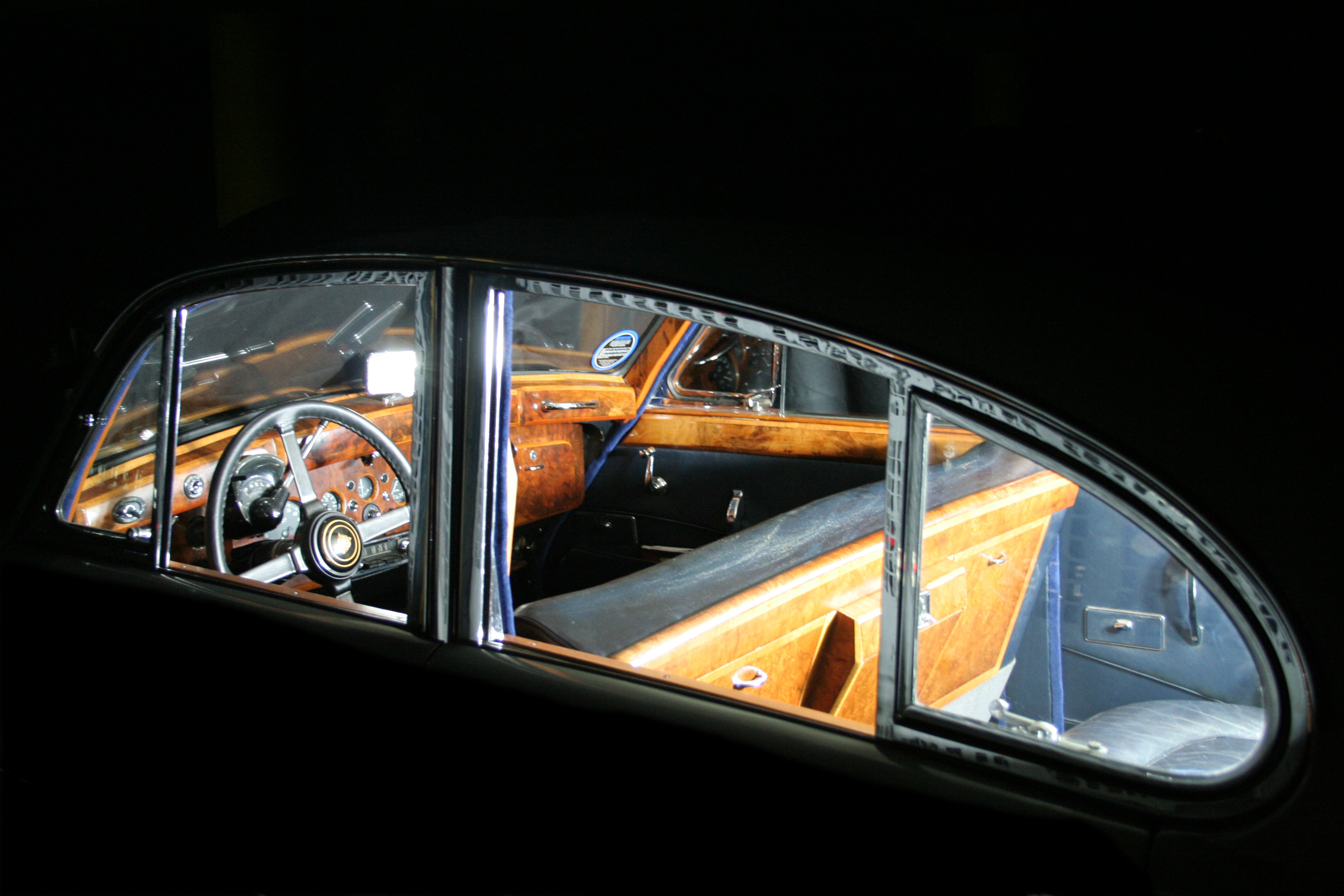
Innenansicht bei Nacht
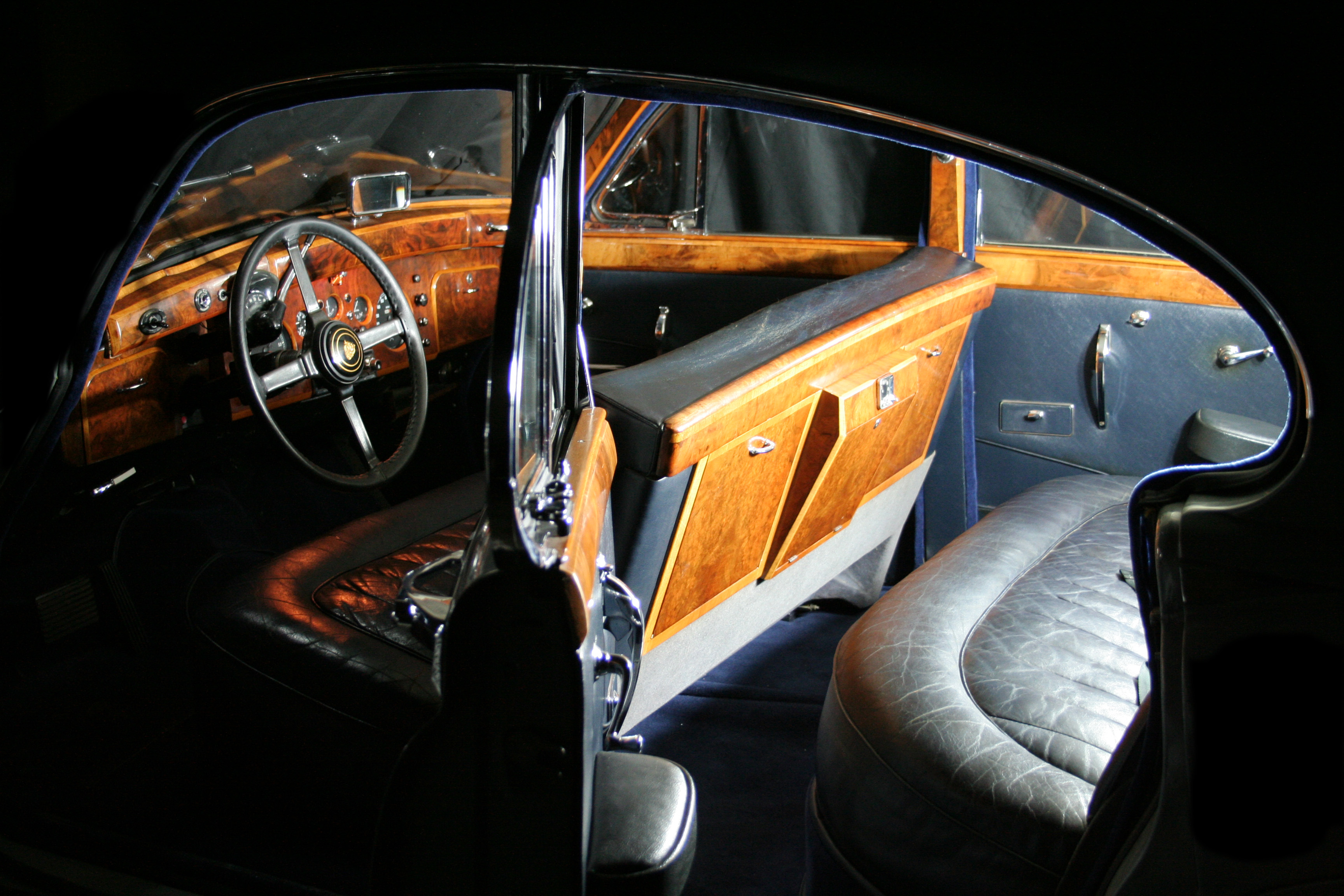
Innenraum bei Nacht

## Produktionszahlen Jaguar Mark IX
Gesamtproduktion 10.004 Fahrzeuge von 1958 bis 1963
|                | Jahr | 1958 | 1959  | 1960  | 1961 | 1962 | Summe  |
| -------------- | ---- | ---- | ----- | ----- | ---- | ---- | ------ |
| Jaguar Mark IX |      | 838  | 4.864 | 3.540 | 760  | 2    | 10.004 |

Von den Jaguar Mark IX waren 4.021 Linkslenker und 5.983 Rechtslenker.